# Pacifiphantes
Genre
Pacifiphantes est un genre d'araignées aranéomorphes de la famille des Linyphiidae.

## Distribution
Les espèces de ce genre se rencontrent en zone holarctique.

## Liste des espèces
Selon World Spider Catalog (version 16.5, 11/11/2015) :
- Pacifiphantes magnificus (Chamberlin & Ivie, 1943)
- Pacifiphantes zakharovi Eskov & Marusik, 1994

## Publication originale
- Eskov & Marusik, 1994 : New data on the taxonomy and faunistics of North Asian linyphiid spiders (Aranei Linyphiidae). Arthropoda Selecta, vol. 2, no 4, p. 41-79 (texte intégral).